# 神鎗手 (香港電影)
《神鎗手》是2009年上映的動作驚悚港產片，由林超賢執導，並由任賢齊、黃曉明及陳冠希領銜主演。此電影有吊威也、跳樓及槍戰等驚險場景。劇情主要圍繞著幾位警界精英狙擊手，因過去烙下的仇恨而反目、互鬥，並主要探討警察內心之「好勝」心魔。

## 劇情
方克明是香港警隊中最精銳的狙擊手，四年內以全速風打中四百米之優異成績保持榜首地位，他在機緣下巧遇一名射擊天賦異稟的軍裝巡邏小隊警員O仔，即被其一副神鎗手氣質所吸引，邀請他加入他率領的狙擊手部隊。經過艱苦的測試後，好勝的O仔成功加入隊伍，並立誓成為繼克明之後的最強狙擊手，但他從第二名狙擊手山哥口中得知，神鎗手榜中還有另一個傳奇狙擊手名叫凌靖，其曾經以全速風打中五百米之成績壓倒克明並高據榜首長達數年。直到四年前的銀行持械行劫行動中，凌靖違令開槍卻失手誤殺人質，最後被判過失致死罪而入獄成為階下囚，因為包括克明在內的整個狙擊手隊伍都沒有支持他“目睹劫匪即將引爆手榴彈”的證供。而刑期屆滿的凌靖從赤柱監獄出獄後，因四年前失去一切榮耀而對克明等狙擊手懷恨在心，於是開始策劃他的復仇。
克明的妻子因投資股票失利而想不開自殺未遂，克明將她送醫並試圖安撫她的情緒時，凌靖暗中將一部手機交給他作為聯絡工具，隨後買下兩把狙擊步槍。幾天後，四年前造成凌靖誤殺的劫匪頭目葉滔搭乘囚車時，他的心腹二哥帶一隊人劫囚車，躲在高處狙擊的凌靖協助他們救走葉滔，還故意發信息誘使克明到現場目睹整個過程。逃出生天的葉滔準備另起爐灶，開始謀劃一樁盜取二億的金庫劫案，凌靖自告奮勇提出跟他聯手，葉滔因急需炸金庫所用的大量炸藥加上抵禦支援警察的人手而勉強答應他。而凌靖本身時不時被過去亡魂折磨，大部分時間是看到他誤殺的人質以及死去的妻子靖童。凌靖於服刑期間幾近精神崩潰，與前來探望他的靖童不歡而散，悲痛萬分的靖童之後為了伸手撿吹走的合照，不慎從樓頂上失足墜亡，為凌靖帶來雙重打擊；她如今變成安撫凌靖的精神幻覺。
受近期案件影響的克明懷疑是凌靖所為，但事先與凌靖見過面的山哥同樣開始質疑克明四年前疑似作偽證，但克明仍堅持他的證詞是真實的。之後克明跟蹤凌靖到一座公寓大廈內，然而不巧跟同樣前來問候的葉滔一夥共乘電梯。克明因警察證件暴露而和他們在樓層裏發生槍戰，凌靖開槍介入掩護葉滔逃跑，克明追趕凌靖至頂樓後不慎使他墜下樓，摔傷昏迷之下被葉滔救離。分頭逃亡的二哥為阻止警察而劫持一間二樓餐廳並打開煤氣，指揮人質現場的克明擔心O仔會跟凌靖一樣衝動行事，因此將他列為後方支援。因餐廳人質被當作肉盾，全體隊伍無法找到狙殺點，而O仔靠臨時找到一個抽氣扇口狙擊射傷二哥的手才使他被逮捕，但克明對O仔沒有服從自己「一槍斃命」的命令而感到憤怒。與葉滔有勾結的凌靖成為通緝犯，克明率隊攻入他原來的住處，卻發現裏面陳舊、空無一人。
凌靖開始準備第二天的劫案行動，同時綁架山哥以不讓他牽扯進來，然而過程中無法接受靖童已死的事實，加上受幻覺折磨導致情緒和行為失控，造成他無意間槍殺山哥。凌靖於隔天靠狙擊攻下警方的炸藥運送車，挾持總警司做人質到一間大型廢車倉庫，但他很快背叛狙殺葉滔一雪前恥，隨後對克明等狙擊手下戰書：若沒在三十分鐘內分出勝負則會引爆炸藥車同歸於盡。在廢車倉庫的潛伏狙擊戰中，隊伍因打錯凌靖安置的誘餌而暴露各自的位置，最後一個接一個被熟悉五百米地形的凌靖狙殺，最後僅剩克明、O仔和雪人。當雪人也被嚴重狙傷後，O仔開槍擊毀凌靖的狙擊步槍，迫使凌靖換一把狙擊步槍將O仔逼入死角。克明提醒O仔關於凌靖的憋氣射擊方法會發生的手抖缺點，然後縱身沖出去被凌靖開槍打斷一條腿。O仔找準時機對沒來得及反應過來的凌靖身上射中數槍，使他徹底被擊敗且斃命。
O仔上前照看重傷的克明時，看到他臉上露出一絲笑容。這源於四年前劫案時作為狙擊手之一的克明，其實親眼看到過葉滔即將引爆手榴彈的一幕，但他選擇埋沒良心而故意說“沒看到”。僅僅是因為始終都被凌靖遙遙領先而不服氣，才藉此機會將他拉下台，如今終於付出謊言的代價。經此一役，O仔如願以償地成為排名榜首的神槍手，但因為目睹克明和凌靖這對旗鼓相當的高手，雙雙因好勝的“心魔”而反目成仇、最終兩敗俱傷，O仔決定從他們的過錯中汲取教訓，從此和其他高手並肩而行。

## 演員
| 演員                    | 角色         |
| 任賢齊                  | 方克明       |
| 黃曉明 （配音：楊耀泰） | 凌靖         |
| 陳冠希                  | 陳新偉／O仔  |
| 林保怡                  | 高文山／山哥 |
| 高捷                    | 葉滔         |
| 廖啟智                  | 二哥         |
| 劉浩龍                  | 雪人         |
| 葉璇                    | 范慧青       |
| 王秀琳                  | 靖童         |
| 方皓玟                  | 琪琪         |
| 林至泰                  | 葉冠華／阿華 |
| 陳瑋翎                  | 方梓琳       |
| 鄧健泓                  | 梁子聰       |
| 秦啟維                  | 銀行少東     |
| 劉國昌                  | 警司         |
| 潘源良                  | 警司         |
| 董瑋                    | 竹館華       |
| 萬斯敏                  | 餐廳女人質   |

## 片中出現之狙擊步槍
- R700狙擊步槍（連同精密國際AICS槍座）
- 北方工業85式狙擊步槍 （仿製SVD狙擊步槍）
- 巴雷特M82狙擊步槍
- HK PSG1狙擊步槍
- HK G3SG/1狙擊步槍
- 精密國際AWP狙擊步槍
- SR-25狙擊步槍

## 各地電影分級制度
| 國家／地區 | 級別 |
| ---------- | ---- |
| 香港       | IIB  |
| 台灣       | 輔   |
| 新加坡     | NC16 |
| 馬來西亞   | U    |

## 宣傳手法
2008年陳冠希裸照事件期間，陳冠希在他的EDC網誌曾經引用此電影中的一句對白：「有人向我開火，我就會還擊」，成為香港報紙頭條。

## 外部連結
- 《神鎗手》官方網站 （页面存档备份，存于）（繁體中文）
- 《神鎗手》的Facebook專頁
- Yahoo奇摩電影上《神鎗手》的資料（繁體中文）
- MSN娛樂上《神鎗手》的資料（繁體中文）

- 開眼電影網上《神鎗手》的資料（繁體中文）
- 香港影庫上《神鎗手》的資料（繁體中文）
- 时光网上《神鎗手》的資料（简体中文）
- 豆瓣电影上《神鎗手》的資料 （简体中文）
- 爛番茄上《神鎗手》的資料（英文）
- AllMovie上《神鎗手》的资料（英文）
- 互联网电影数据库（IMDb）上《神鎗手》的资料（英文）